# 癒着
癒着（ゆちゃく）とは、本来離れているべき組織同士が炎症により、臓器・組織面がくっついてしまうこと。不本意な意味の場合に使われる。
なお不本意以外の場合で、離れていた組織が接着する用語は、
- 癒合： 同種の組織同士が接着すること。傷が治って、傷口がふさがること。骨折した骨が正しくつながること。
- 生着： 離れていた組織に別の組織を固定させること

## 概説
手術によって傷ついた正常な組織同士を縫合すると、その組織はくっついて自然に治癒（創傷治癒）する。しかし、治癒の過程で本来は離れている組織同士がくっつくことがあり、一般にはこれを「術後癒着」と呼ぶ。
開腹手術では、臨床的に問題とされない癒着を含めると90％以上の確率で癒着を生じるとされており、癒着防止目的にさまざまな対策が行われている。

## 癒着防止のために行われる処置
- 愛護的な手術
- 十分な止血
- 腹腔内の洗浄（血液成分などの除去）
- 癒着防止フィルムの使用
- 合成吸収糸の使用
- 早期離床・早期歩行

## 比喩的用法
企業や政界、官僚などにおいて、本来距離を置くべき存在であるものが、好ましくない状態で強く結び付いていることを、批判的に「癒着」と呼ぶ（行政機関・公務員・政治家が、利害関係のある民間企業と慣れ合うなど）。
タニマチ関係や、枕営業などで贔屓される行為も「癒着」と呼ぶ。